# Lacapelle-Livron
 Lacapelle-Livron  es una población y comuna francesa, en la región de Mediodía-Pirineos, departamento de Tarn y Garona, en el distrito de Montauban y cantón de Caylus.

## Demografía
| 151 | 153 | 149 | 157 | 166 | 179 |
| Para los censos de 1962 a 1999 la población legal corresponde a la población sin duplicidades (Fuente: INSEE [Consultar]) |     |     |     |     |     |